# Nassir Little
Nassir Shamai Little (Pensacola, Florida, 11 de febrero de 2000) es un baloncestista estadounidense que pertenece a la plantilla de los Sioux Falls Skyforce de la G League. Con 1,98 metros de estatura, ocupa la posición de alero.

## Trayectoria deportiva

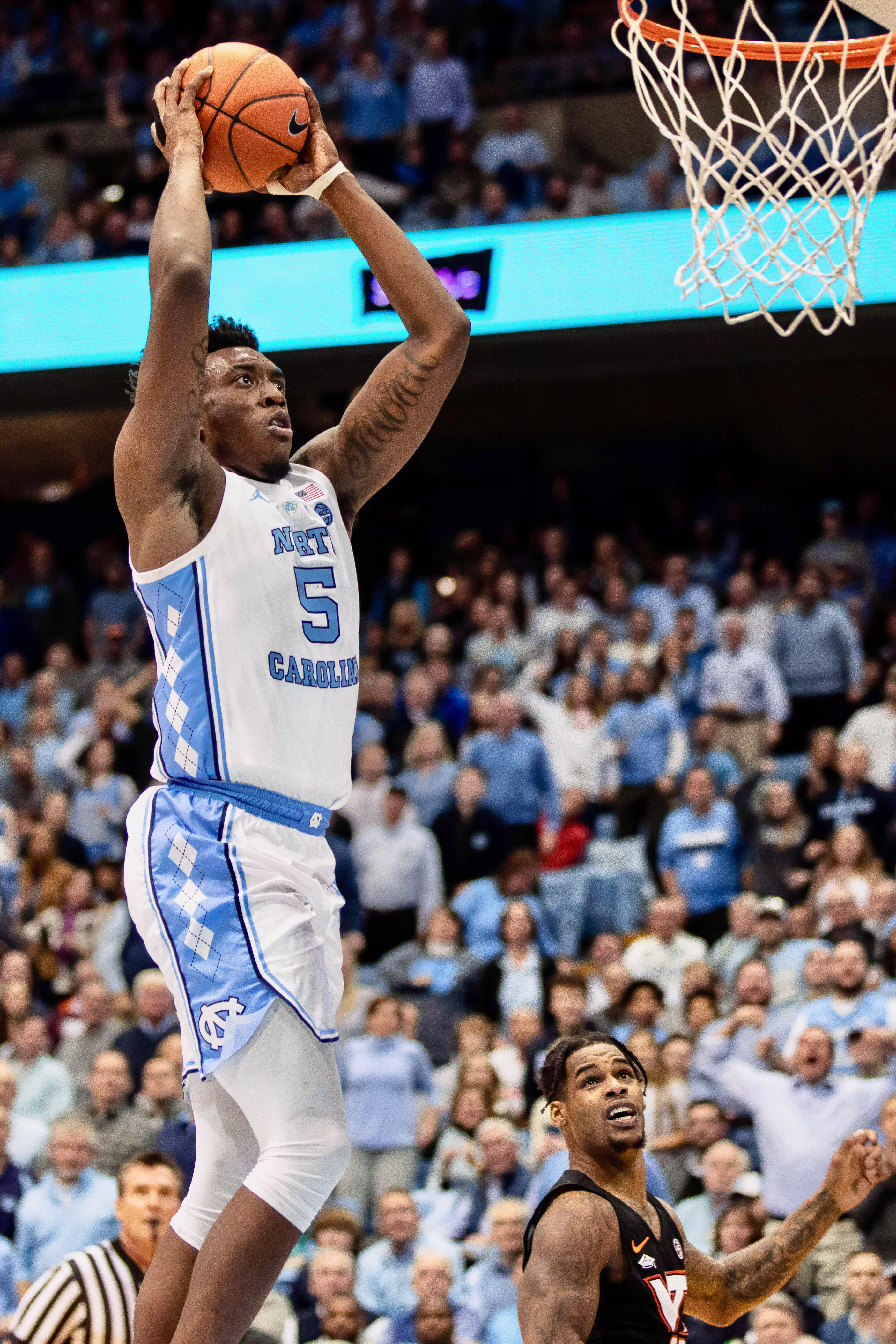
Nassir Little con North Carolina en 2019.

### High School
Asistió en su etapa de instituto al Orlando Christian Prep de Orlando, Florida, donde en su temporada sénior promedió 20 puntos y 9 rebotes. Fue seleccionado para los prestigiosos McDonald's All-American Game y Jordan Brand Classic, y acabó siendo elegido en ambos como mejor jugador del partido. En el primero consiguió 28 puntos y 5 rebotes, mientras que en el segundo fueron 24 puntos y 5 rebotes.

### Universidad
Jugó una temporada con los Tar Heels de la Universidad de Carolina del Norte en Chapel Hill, en la que promedió 9,8 puntos y 4,6 rebotes por partido como suplente. Al finalizar la temporada, se declaró elegible para el Draft de la NBA.

#### Estadísticas
| Año     | Equipo         | PJ | PT | MPP  | %TC  | %3P  | %TL  | RPP | APP | ROB | TPP | PPP |
| ------- | -------------- | -- | -- | ---- | ---- | ---- | ---- | --- | --- | --- | --- | --- |
| 2018–19 | North Carolina | 36 | 0  | 18.2 | .480 | .269 | .770 | 4.6 | .6  | .5  | .5  | 9.8 |

### Profesional
Fue elegido en la vigésimo quinta posición del Draft de la NBA de 2019 por Portland Trail Blazers.
En su segunda temporada, el 1 de febrero de 2021, anotó 30 puntos y capturó 6 rebotes ante Milwaukee Bucks.
Durante su tercer año en Portland, el 27 de enero de 2022, se anunció que sufría una lesión en el hombro, que debía ser operado, y que pondría fin a su temporada. El 9 de mayo se somete a una cirugía abdominal.
En octubre de 2022 acuerda una extensión de contrato con los Blazers por cuatro años y $28 millones.
Tras cuatro temporadas en Portland, el 27 de septiembre de 2023, es traspasado a Phoenix Suns en un intercambio entre tres equipos.
Después de una temporada en Phoenix, el 27 de agosto de 2024, es cortado. Firma con Miami Heat el 24 de septiembre, pero es cortado el 19 de agosto antes del inicio de la temporada. El 28 de octubre se unió su filial, los Sioux Falls Skyforce.

## Estadísticas de su carrera en la NBA

### Temporada regular
| Año     | Equipo   | PJ  | PT | MPP  | %TC  | %3P  | %TL  | RPP | APP | ROB | TPP | PPP |
| ------- | -------- | --- | -- | ---- | ---- | ---- | ---- | --- | --- | --- | --- | --- |
| 2019-20 | Portland | 48  | 5  | 11.9 | .430 | .237 | .636 | 2.3 | .5  | .3  | .3  | 3.6 |
| 2020-21 | Portland | 48  | 2  | 13.3 | .467 | .350 | .800 | 2.7 | .5  | .1  | .3  | 4.6 |
| 2021-22 | Portland | 42  | 23 | 25.9 | .460 | .331 | .734 | 5.6 | 1.3 | .6  | .9  | 9.8 |
| 2022-23 | Portland | 54  | 4  | 18.1 | .442 | .367 | .717 | 2.6 | .9  | .4  | .4  | 6.6 |
| 2023-24 | Phoenix  | 45  | 2  | 10.2 | .460 | .300 | .859 | 1.7 | .5  | .2  | .2  | 3.4 |
| Total   | Total    | 237 | 36 | 15.8 | .452 | .330 | .735 | 2.9 | .7  | .3  | .4  | 5.5 |

### Playoffs
| Año   | Equipo   | PJ | PT | MPP | %TC  | %3P  | %TL  | RPP | APP | ROB | TPP | PPP |
| ----- | -------- | -- | -- | --- | ---- | ---- | ---- | --- | --- | --- | --- | --- |
| 2021  | Portland | 3  | 0  | 3.0 | .250 | .250 | .500 | .3  | .0  | .0  | .3  | 1.7 |
| 2024  | Phoenix  | 4  | 0  | 3.4 | .600 | .333 | —    | .3  | .0  | .0  | .0  | 1.8 |
| Total | Total    | 7  | 0  | 3.2 | .444 | .286 | .500 | .3  | .0  | .0  | .1  | 1.7 |